# Neopachystolini
Neopachystolini – plemię chrząszczy z rodziny kózkowatych i z podrodziny zgrzypikowych. 

## Zasięg występowania
Przedstawiciele tego plemienia występują w Afryce Subsaharyjskiej (w tym na Madagaskarze).

## Systematyka
Do Neopachystolini należy 35 gatunków i 16 rodzajów:
- Cyclotaenia
- Falshomelix
- Gymnostylus
- Hypsideres
- Hypsideroides
- Macrochia
- Mallonia
- Mimocalothyrza
- Neopachystola
- Orica
- Paracyclotaenia
- Peloconus
- Pseudimalmus
- Spodotaenia
- Synhomelix
- Tragon.